# Консоме

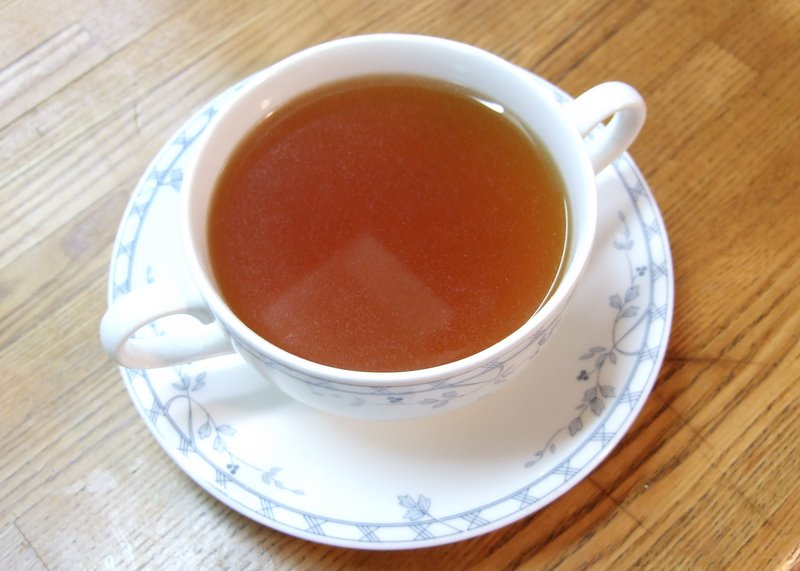
Куриное консоме

Бульон, бутерброд, консомэ!

Мы по-русски не понимэ!
Консоме́ (фр. consommé — «совершенный», «завершённый») — концентрированный прозрачный бульон из мяса или дичи. Классическим консоме считается бульон, сваренный из разных видов мяса: говядины, телятины, курицы и дичи. Изначально блюдо французской ресторанной кухни, в России появилось после 1812 года, и в меню русских ресторанов консоме обычно подразумевает крепкий бульон, сервированный с яйцом пашот или пирожком. Консоме, подкрашенный свёклой, получил в русской кухне название «борщок».
Консоме получается, если варить бульон в соотношении мяса и воды 1:1. Двойным консоме называют мясной бульон, сваренный на костном бульоне.
Продолжительность варки мясо-костного бульона на консоме занимает 3—4 часа, в процессе в кастрюлю добавляют мясную мякоть. После охлаждения бульона проводят его осветление оттяжкой в течение 1—1,5 часов, затем удаляют жир, процеживают и вновь доводят до кипения. Для ароматных хорошо уваренных и двойных бульонов используется также термин ресторанной кухни «фюме́».
Огюст Эскофье в «Кулинарном путеводителе» приводит несколько десятков рецептов сервировки консоме как прозрачных супов под самыми разнообразными названиями, в том числе и русскими именными: «Демидофф» (с шариками моркови, репы, трюфелей и кнелями из куриного фарша), «Иван» (с отваренным рисом и маленькими горячими пирожками), «Ольга» (с добавлением портвейна, нарезанными соломкой корневым сельдереем и огурцами, а также визигой), «Орлофф» (с фаршированным бычьим хвостом, телятиной, курятиной, мясом фазана, белыми грибами и маленькими пирожками), «Владимир» (с сырными кнелями). Консоме «Багратион» подают с головками отварной спаржи и сметаной.